# Elaphoglossum arachnidoideum
Elaphoglossum arachnidoideum là một loài dương xỉ trong họ Dryopteridaceae. Loài này được Mickel mô tả khoa học đầu tiên năm 2008.